# Josef Černý (Radsportler)
Josef Černý (* 11. Mai 1993 in Prag) ist ein tschechischer Radrennfahrer.

## Karriere
Černý schloss sich 2013 dem polnischen UCI Professional Continental Team CCC Polsat-Polkowice an, für das er bis zum Saisonende 2016 fuhr. In dieser Zeit wurde er 2013 und 2015 tschechischer U23-Meister im Einzelzeitfahren und gewann 2014 mit dem Eintagesrennen Visegrad 4 Bicycle Race - GP Czech Republic seinen ersten internationalen Wettbewerb.
In den Jahren 2017 und 2018 fuhr Černý für das UCI Continental Team Elkov-Author. Er gewann 2017 die Gesamtwertungen der Etappenrennen Czech Cycling Tour und Okolo Jižních Čech / Tour of South Bohemia und wurde 2018 tschechischer Elitemeister im Einzelzeitfahren und Straßenrennen.
Hierauf erhielt Černý ab 2019 einen Vertrag beim CCC Team, einem UCI WorldTeam. 2020 wurde er wiederum tschechischer Meister im Einzelzeitfahren und gewann eine Etappe der Tour Poitou-Charentes. Seinen bis dahin wichtigsten Erfolg erzielte Černý auf der verregneten 19. Etappe des Giro d’Italia 2020, die er nach einem Solo von 21 Kilometern gewann. Er attackierte seine letzten Begleiter einer ursprünglich 14-köpfigen Ausreißergruppe.
Zur Saison 2021 wechselte Černý zum UCI WorldTeam Deceuninck-Quick-Step. Den ersten Sieg für sein neues Team erzielte er 2022, als er die fünfte Etappe der Settimana Internazionale Coppi e Bartali für sich entschied.

## Erfolge
2012
- Bergwertung Carpathia Couriers Paths

2013
- Tschechische Meisterschaft – Einzelzeitfahren (U23)
- Nachwuchswertung Dookoła Mazowsza

2014
- Visegrad 4 Bicycle Race - GP Czech Republic

2015
- Tschechische Meisterschaft – Einzelzeitfahren (U23)

2017
- Gesamtwertung, eine Etappe und Mannschaftszeitfahren Czech Cycling Tour
- Gesamtwertung und Punktewertung Okolo Jižních Čech / Tour of South Bohemia

2018
- Tschechische Meisterschaft – Einzelzeitfahren
- Tschechische Meisterschaft – Straßenrennen
- eine Etappe Okolo Jižních Čech

2020
- Tschechische Meisterschaft – Einzelzeitfahren
- eine Etappe Tour Poitou-Charentes en Nouvelle-Aquitaine
- eine Etappe Giro d’Italia

2021
- Tschechische Meisterschaft – Einzelzeitfahren

2022
- eine Etappe Settimana Internazionale Coppi e Bartali
- Gesamtwertung Slowakei-Rundfahrt

2023
- Prolog Tour de Romandie

## Grand Tour-Platzierungen
| Grand Tour            | 2019 | 2020 | 2021 | 2022 | 2023 | 2024 | 2025 |
| --------------------- | ---- | ---- | ---- | ---- | ---- | ---- | ---- |
| Giro d’ItaliaGiro     | 115  | 86   | –    | –    | DNF  | 141  | 132  |
| Tour de FranceTour    | –    | –    | –    | –    | –    | –    |      |
| Vuelta a EspañaVuelta | –    | –    | 142  | –    | –    | –    |      |